# Andrea Branzi
Andrea Branzi (Firenze, 30 novembre 1938 – Milano, 9 ottobre 2023) è stato un architetto e designer italiano.

## Biografia
Fondatore, assieme a Paolo Deganello, Massimo Morozzi e Gilberto Corretti del collettivo Archizoom Associati, era considerato tra i maggiori esponenti del design neomoderno. Fu tra i fondatori di Domus Academy, scuola di design di Milano. Vinse numerosi premi tra i quali il Compasso d'oro alla carriera nel 1987.
Suoi oggetti sono stati prodotti da Alessi, Cassina, Qeeboo, Vitra e Zanotta.
Fu professore ordinario alla Facoltà di Design del Politecnico di Milano.
Il 16 maggio 2008 ricevette la Laurea Honoris Causa in Disegno Industriale dalla Facoltà di Architettura Ludovico Quaroni dell'Università di Roma La Sapienza.
Il 15 ottobre 2018 gli fu conferito a Stoccolma il premio The Rolf Schock Prizes, assegnato dalla The Royal Academy of Fine Arts.

### Vita privata
Era padre di Orsola Branzi, in arte La Pina, rapper e conduttrice radiofonica, e di Lorenza Branzi, docente presso la NABA di Milano.